# Don't Think Twice
Don't Think Twice (bra: O Holofote Não É para Todos) é um filme estadunidense de comédia dramática de 2016 dirigido e escrito por Mike Birbiglia. Estrelado por Keegan-Michael Key, Gillian Jacobs, Kate Micucci, Tami Sagher e Chris Gethard, estreou em seu país de origem em 22 de julho de 2016.

## Sinopse
Quando um membro de um dos mais famosos grupos de improvisação de Nova Iorque consegue um programa de TV, os outros integrantes começam a questionar seus respectivos talentos. [carece de fontes?]

## Elenco
- Keegan-Michael Key - Jack
- Mike Birbiglia - Miles
- Gillian Jacobs - Samantha
- Kate Micucci - Allison
- Tami Sagher - Lindsay
- Chris Gethard - Bill
- Seth Barrish - Timothy
- Erin Darke - Natasha
- Lena Dunham - Ela mesma
- Ben Stiller - Ele mesmo
- Maggie Kemper - Liz
- Connor Ratliff - Connor
- Sunita Mani - Amy
- Gary Richardson - Gary